# Mohammad Reza Pahlavi
Mohammad Reza Pahlavi (in persiano محمد رضا پهلوی‎, pron. [mohæmˈmæd reˈzɒː pæhlæˈviː], in italiano spesso traslitterato Reza Pahlevi; Teheran, 26 ottobre 1919 – Il Cairo, 27 luglio 1980) è stato l'ultimo scià di Persia; ha regnato sull'Iran dal 16 settembre 1941 fino alla rivoluzione islamica dell'11 febbraio 1979. È stato il secondo e ultimo monarca della dinastia Pahlavi. Mohammad Reza Shah Pahlavi possedeva diversi titoli: Sua Maestà Imperiale, Shahanshah ("re dei re", "imperatore"), Aryamehr ("luce degli ariani") e Bozorg Arteshtārān ("capo dei guerrieri", in persiano بزرگ ارتشتاران‎).

## Biografia

### Giovinezza

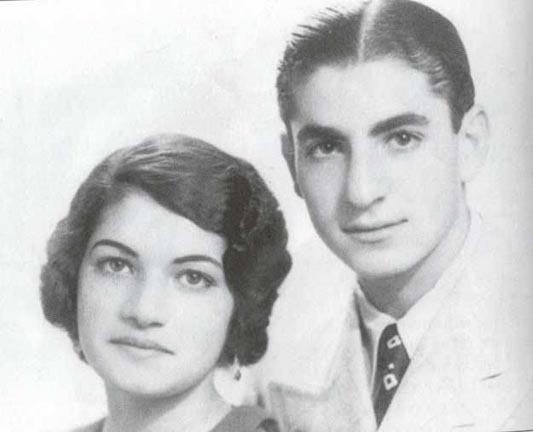
Mohammad Reza e la sorella gemella Ashraf Pahlavi negli anni quaranta

Nato a Teheran nel 1919 da Reza Pahlavi e dalla sua seconda moglie Tadj ol-Molouk, Mohammad Reza era il figlio maggiore del primo scià della dinastia Pahlavi e il terzo dei suoi undici figli.
Quando il ragazzo compì undici anni, il padre, su consiglio del ministro di corte Abdolhossein Teymourtash, decise di iscriverlo presso il prestigioso collegio privato svizzero Istituto Le Rosey, rendendo Mohammad Reza Shah il primo erede al trono iraniano a frequentare le scuole all'estero. In Svizzera rimase per i successivi quattro anni, quindi tornò in Iran per conseguire il diploma di scuola superiore nel 1936. Dopo il ritorno in patria il principe ereditario si iscrisse presso l'accademia militare di Teheran, dove rimase fino al 1938.
Nel 1941 Stalin e Churchill si misero d'accordo per invadere l'Iran in agosto, a dispetto della neutralità del paese, costringendo così all'esilio Reza Pahlavi. La motivazione sarebbe stata il rapporto amichevole con la Germania nazista, ma secondo molti autori il timore dell'influenza nazista fu solo un pretesto e l'Iran fu occupato dagli anglo-sovietici per permettere il trasferimento di materiale bellico all'Unione Sovietica, allora sotto attacco nazista, lungo il cosiddetto "corridoio persiano". Dopo l'entrata in guerra degli Stati Uniti la gestione logistica del corridoio passò agli statunitensi, mentre i britannici mantennero il controllo delle risorse petrolifere.
Mohammad Reza divenne scià il 16 settembre 1941 a ventidue anni per la (forzata) abdicazione del padre Reza Pahlavi. Dopo la conferenza di Teheran di Stalin, Roosevelt e Churchill del 1943 gli Alleati si impegnarono a sviluppare una monarchia costituzionale. Con la fine dell'alleanza antinazista e lo scoppio della guerra fredda i britannici consentirono l'involuzione verso un governo di tipo parlamentare sulla carta ma dittatoriale di fatto: per Londra era essenziale il controllo sulle risorse petrolifere persiane. Mohammad Reza partecipò più attivamente all'elaborazione della linea politica del Paese, opponendosi od ostacolando l'attività di alcuni dei primi ministri più volitivi e sgraditi a Londra ed eliminando avversari politici; un'altra sua preoccupazione fu quella di mantenere l'esercito sotto il controllo della monarchia. Nel 1949, a seguito di un tentativo di assassinio, si ebbe la messa al bando del partito Tudeh (di orientamento filosovietico e ritenuto responsabile dell'attentato) e l'ampliamento dei poteri costituzionali dello scià.

### Mohammad Mossadeq e la crisi di Abadan

Mossadeq nel 1953

Vista la politica filobritannica del monarca, in Persia cresceva sempre di più l'avversione alla Anglo-Iranian Oil Company, accusata di sfruttare avidamente le risorse naturali del Paese. Nel 1950 la popolazione e il parlamento erano contrari al rinnovo della concessione petrolifera all'AIOC, caldeggiata invece dallo scià. Il primo ministro generale Ali Razmara, che insisteva per il rinnovo, fu assassinato nel 1951 da un fanatico religioso e a suo posto il parlamento (in persiano Majlis) elesse primo ministro Mohammad Mossadeq, il principale oppositore dell'AIOC, che fece immediatamente approvare la nazionalizzazione dell'industria petrolifera con l'attivo sostegno del clero sciita militante, guidato dall'ayatollah Kashani.
La reazione di Londra fu molto dura e provocò la crisi di Abadan: l'ambasciata del Regno Unito chiese allo scià di sostituire Mohammad Mossadeq con un primo ministro più flessibile. Nel 1952 il monarca lo sostituì con Ahmad Qavam, ma il primo ministro era assai popolare e scoppiarono proteste di piazza che costrinsero lo scià a richiamare al governo Mohammad Mossadeq, il quale entrò in forte contrasto con lo scià, sia in politica economica sia sulla delicata questione del controllo dell'esercito.
Il parlamento accettò la nomina del ministro della Difesa e capo dell'esercito da parte di Mossadeq contro il volere dello scià, che tuttavia infine la promulgò senza avvalersi del suo diritto di veto. Mohammad Reza Pahlavi entrò sempre più in rotta di collisione col suo primo ministro, che nel 1952 aveva espulso l'ambasciata del Regno Unito, accusata di ingerenza negli affari interni. Nel 1953 Mossadeq costrinse lo scià a lasciare il Paese e molti temettero che volesse proclamare la repubblica. Mentre Mohammad Reza era in esilio a Roma, ci fu a Teheran un controcolpo di Stato militare, sostenuto da una parte del clero sciita e con l'appoggio della CIA e del SIS del Regno Unito. Il primo ministro fu deposto e sostituito dal generale Fazlollah Zahedi, e Mohammed Reza tornò trionfalmente in Iran. L'esercito, già largamente contro Mossadeq, si schierò con gli insorti eliminando i pochi reparti fedeli al governo legittimo. Mossadeq fu costretto a ritirarsi a vita privata.

### Il potere assoluto e i tentativi di riforma

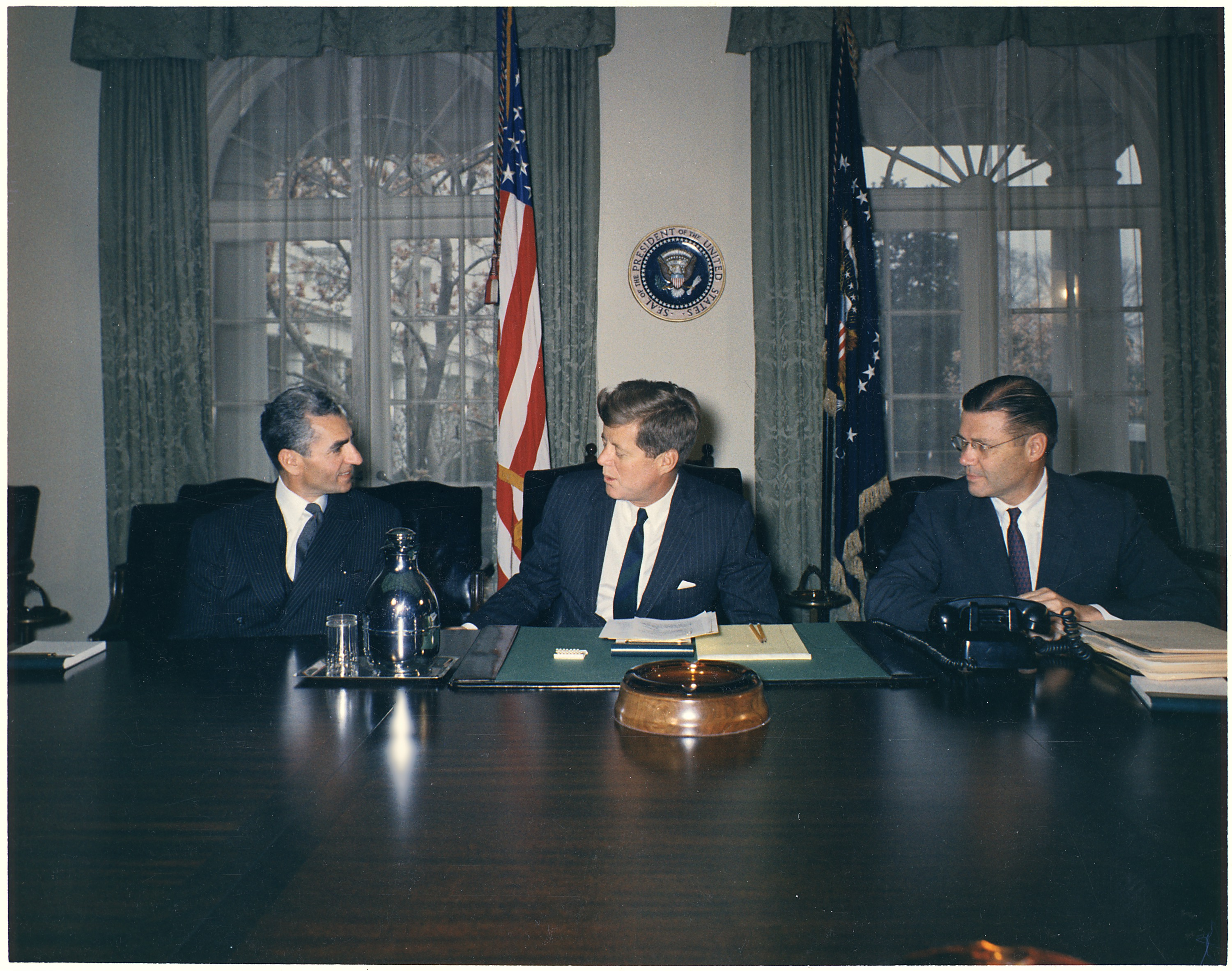
Mohammad Reza Pahlavi durante una visita ufficiale a Washington con John Kennedy ed il segretario della difesa Robert McNamara

Rientrato a Teheran all'età di 34 anni Mohammad Reza sostituì il regime di monarchia costituzionale con un regime autocratico, riprese la politica di modernizzazione del Paese che era stata iniziata dal padre e, interrotta la linea di moderatismo degli anni precedenti, cominciò a operare una stretta autoritaria. Nel 1955 sottoscrisse il Patto di Baghdad (poi CENTO, nell'agosto 1959) che inserì l'Iran nell'area politica delle potenze occidentali, anche se la politica petrolifera si mantenne ancora nelle mani dell'élite del Paese, legata alla corte da rapporti di clientelismo.
Grazie alla ricchezza petrolifera, l'inizio della modernizzazione e dello sviluppo economico, messi in atto con decisione a partire dal 1962, portarono a introdurre la riforma agraria e industriale (creazione di imprese, spinta all'inurbamento, partecipazione agli utili degli operai), il suffragio femminile ed il diritto al divorzio, l'incentivo all'alfabetizzazione e alla civilizzazione del Paese. Tra il fronte di rivolta alle riforme Pahlavi, soprattutto per la loro impronta giurisdizionalista, si schierò il clero sciita perché veniva privato dei benefici assolutisti, nonché gruppi religiosi che si erano opposti alla sua riforma agraria e sociale (la cosiddetta "rivoluzione bianca"), che venivano espropriati di molti beni di manomorta, controllati dalle gerarchie religiose. La rivoluzione bianca peraltro ebbe scarsi effetti redistributivi, dal momento che molti beni espropriati al clero vennero ceduti a prezzo di favore a esponenti dell'élite legati alla corte. Numerosi esponenti religiosi furono costretti all'esilio perché contrari alle riforme. Nel 1963 l'ayatollah Khomeini organizzò una congiura contro lo scià, il quale, scoperta la responsabilità di Khomeini, ne decretò il solo esilio, che lo condusse dapprima a Najaf in Iraq, poi a Parigi.

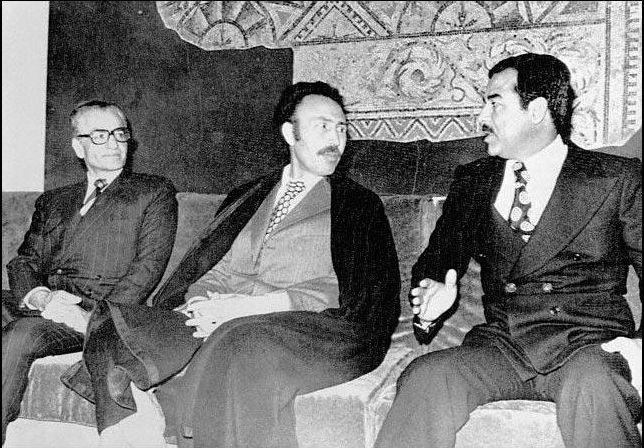
Lo scià, il presidente algerino Houari Boumedienne e l'allora vicepresidente iracheno Saddam Hussein in occasione della firma degli accordi di Algeri del 1975

Proseguì nello sforzo di accrescere il peso politico e militare della nazione sulla scena internazionale con una politica di prestigio (di rievocazione del passato achemenide) culminata nell'imponente cerimonia della sua incoronazione (1967), nelle celebrazioni fastose dei 2500 anni della monarchia persiana svoltesi alle rovine di Persepoli ed alla tomba di Ciro il Grande a Pasargade (1971), e con una politica di accrescimento delle spese per l'armamento dell'esercito, entrambi finanziati dalle ingenti rendite petrolifere.
Sul versante interno proseguì con l'accentramento del potere nelle mani della monarchia e acuì il carattere dispotico del potere, esautorando il parlamento e servendosi di un regime poliziesco. Attraverso il ruolo della SAVAK, operò una brutale repressione di ogni tipo di opposizione. Sul fronte estero, cercò di intessere relazioni cordiali a livello internazionale e di presentarsi al mondo come "monarca illuminato", attraverso anche una forte campagna di promozione personale, concedendo interviste a quotidiani di tutto il mondo e curando la propria immagine pubblica. Riguardo alla repressione, lo scià dichiarò a un giornalista occidentale:

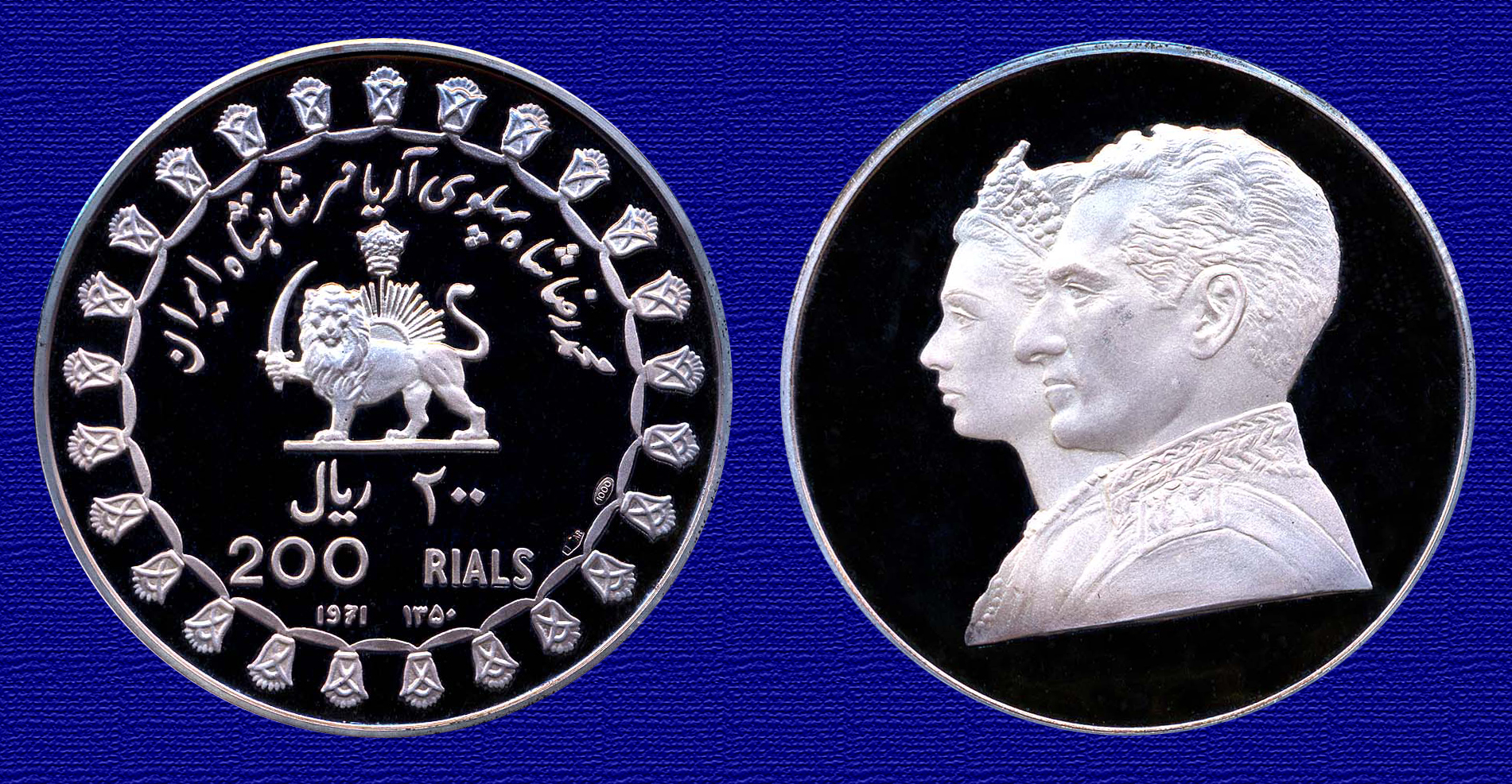
Moneta commemorativa di una serie di nove monete in oro e argento, coniate in occasione della celebrazione dei 2500 anni dell'impero di Ciro il Grande, rappresentanti i profili di Mohammad Reza e Farah Pahlavi

Anche il suo atteggiamento conciliante verso Israele e leggermente antiarabo (anche se rivolto verso sunniti) era mal sopportato dagli islamici nazionalisti:
(Dichiarazione del 19 maggio 1969)

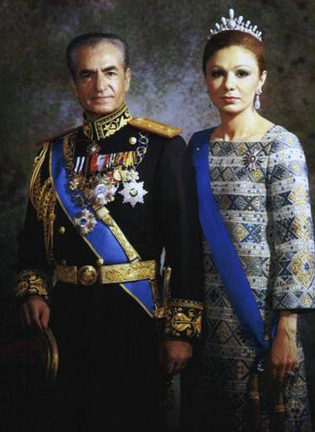
Lo scià Mohammad Reza e l'imperatrice Farah nel 1978

Durante gli anni settanta la protesta dei movimenti giovanili coinvolse anche molti giovani iraniani agiati inviati a perfezionarsi in Europa, i quali parteciparono alle rivolte studentesche del 1968 e degli anni seguenti, chiedendo delle riforme democratiche anche per il loro Paese, ma scontrandosi, anche in questo caso, con una dura repressione che contribuì ad alienare le simpatie della borghesia urbana per il regime.
Lo scià stipulò, negli anni, vari accordi con le cosiddette Sette sorelle e l'Eni di Enrico Mattei ed Eugenio Cefis, titolari delle concessioni e degli impianti di estrazione del petrolio, per cui il 25% dei proventi petroliferi andavano agli stranieri, mentre il 75% rimaneva in mano iraniana, ma nonostante ciò il clero sciita e gli oppositori lo accusavano di aver venduto l'Iran agli statunitensi, i cui 50 000 cittadini residenti sul territorio godevano anche di status legale-diplomatico speciale (l'immunità diplomatica era anche estesa alle loro proprietà come l'interno delle automobili e godevano di una sorta di personalità del diritto, essendo soggetti alle leggi statunitensi, ma non a quelle iraniane), nonché di intascare loro stessi la ricchezza.
Quando Mohammad Reza, il 31 dicembre 1977, festeggiò il Capodanno del 1978 con il presidente statunitense Jimmy Carter, il quale brindò con lo champagne (l'alcol è proibito dall'Islam) alla salute dello scià, questo fu considerato intollerabile dai musulmani radicali.

### La rivoluzione islamica e la deposizione

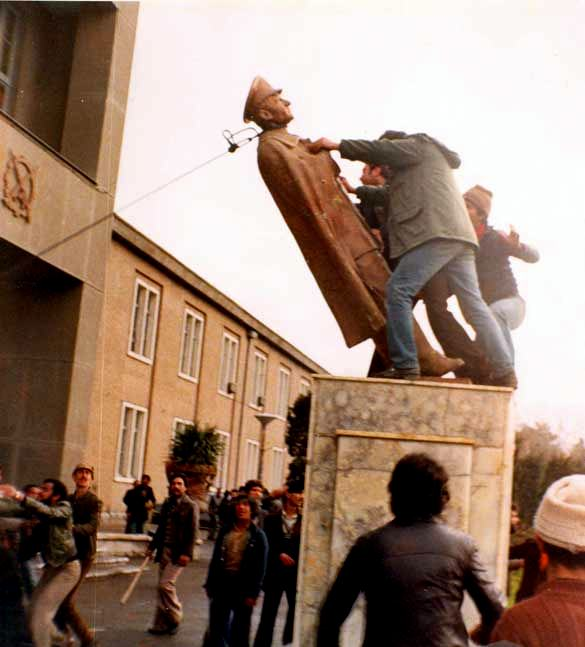
Una statua dello scià abbattuta durante la rivoluzione

Nel 1978 iniziarono in Iran una serie di manifestazioni di protesta e scioperi che, a fronte della repressione da parte di Mohammed Reza, continuarono a crescere d'ampiezza fino a diventare un movimento rivoluzionario. Il 19 agosto 1978 circa 430 persone persero la vita nella città di Abadan, a causa di un incendio di origine dolosa scoppiato all'interno di un cinema; la strage venne attribuita allo scià e alla SAVAK. In tutto l'Iran scoppiarono sommosse e manifestazioni, represse duramente dalla polizia, finché l'8 settembre in Piazza Jaleh a Teheran intervenne l'esercito, che aprì il fuoco sulla folla di manifestanti mietendo numerose vittime.

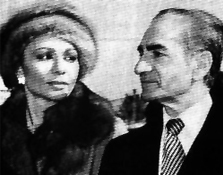
Lo scià Mohammad Reza e l'imperatrice Farah all'aeroporto di Teheran, nell'atto di partire per l'esilio

Verso la fine dell'anno lo scià cercò, molto tardivamente, di avviare una politica di dialogo che calmasse la marea di proteste: nominò un ex sostenitore di Mossadeq e oppositore del regime, Shapur Bakhtiar, come primo ministro, dichiarando la volontà di indire libere elezioni. Sebbene ciò gli causasse l'espulsione dal Fronte Nazionale, Bakhtiar accettò poiché sperava di dirottare la rivolta guidata dai comunisti e dai mullah verso l'instaurazione di una repubblica liberale di tipo occidentale, pose però come condizione che lo scià lasciasse il Paese.
Dall'esilio in Francia l'ayatollah Khomeini, ormai riconosciuto come leader indiscusso della rivoluzione, esigeva solo la sua deposizione. Il 16 gennaio 1979 lo scià, già malato, abbandonò l'Iran per evitare un bagno di sangue tra i suoi sostenitori e i rivoluzionari, i quali, preso il potere, provvidero a uccidere indiscriminatamente tutti coloro che erano appartenuti al regime imperiale, attraverso processi sommari. Bakhtiar aveva avviato una serie di riforme moderate, ma commise alcuni errori decisivi, il più grande dei quali fu quello di permettere a Khomeini di rientrare in Iran e di assumere, così, la testa della rivoluzione, costringendolo a scappare per evitare di essere epurato anch'egli.
Il tribunale islamico condannò a morte in contumacia nel giugno del 1979 sia Pahlavi sia la moglie Farah, mentre agli altri esponenti della famiglia (a parte i figli, che tuttavia non rientrarono più) fu interdetto l'ingresso. L'immensa fortuna dello scià passò in parte al nuovo regime di Teheran e da questo ai nuovi dignitari.
Le nuove istituzioni iraniane rappresentarono un'esperienza senza precedenti in tutto il mondo islamico: fu infatti creato un "consiglio di giurisperiti", cui era affidato ogni potere di veto sulle norme non ritenute in linea con gli assunti dell'Islam sciita (vilāyet-e faqih), che decretò il pieno allineamento del Paese alla sharīʿa islamica sciita, reintroducendo la pena di morte per l'adulterio e la bestemmia e imponendo l'obbligo del velo muliebre. Il partito monarchico e in seguito i comunisti furono messi fuori legge.

### Morte

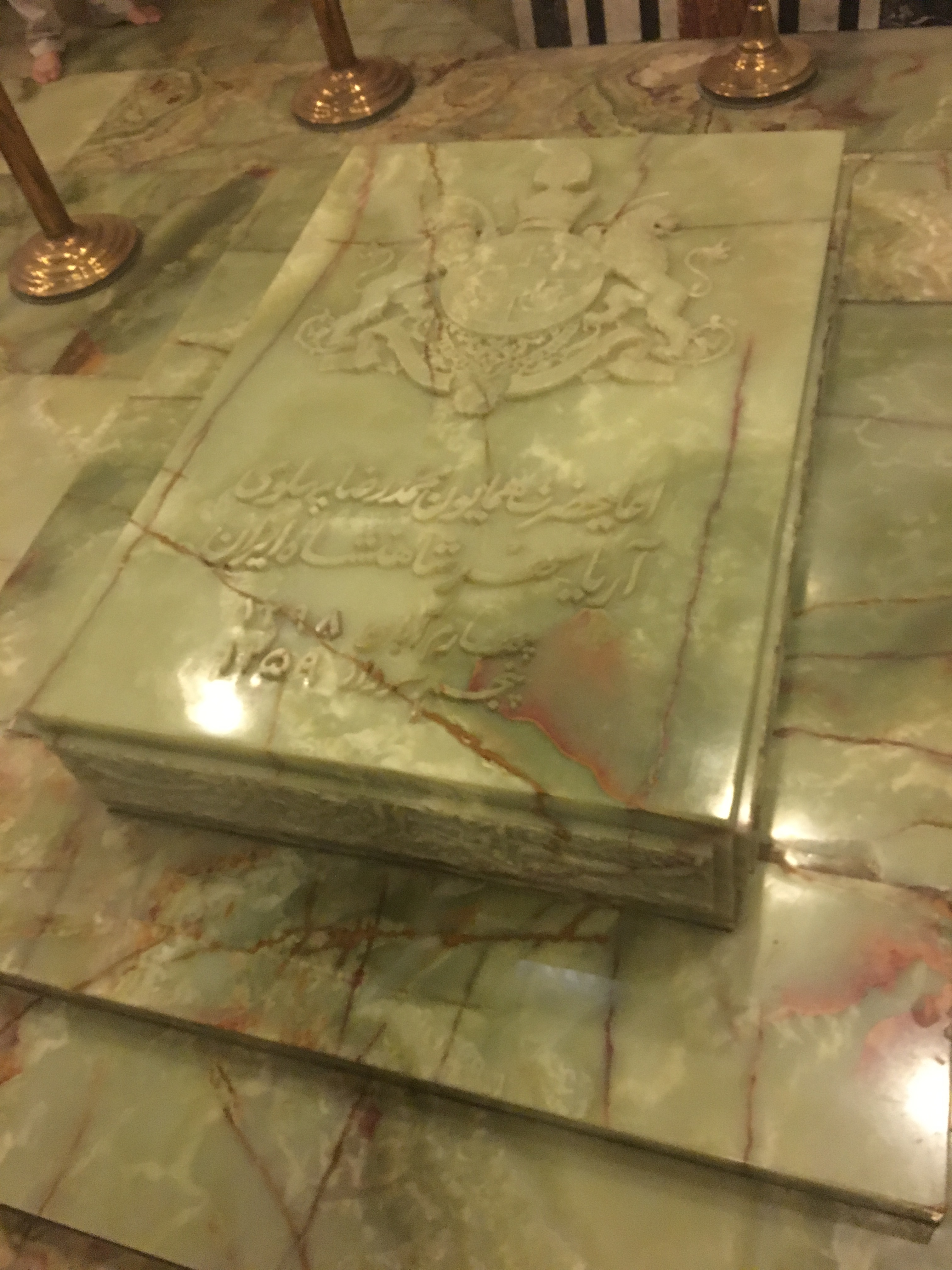
Sepoltura di Mohammad Reza Pahlavi al Cairo, moschea di al-Rifa'i

Nonostante la vittoria della rivoluzione, quando Mohammed Reza si recò negli Stati Uniti molti a Teheran temettero che gli USA stessero tramando qualcosa per farlo tornare, come già avvenuto nel 1953 al tempo di Mohammad Mossadeq. Il 4 novembre 1979 degli studenti universitari, influenzati dalle idee di Khomeyni, occuparono allora l'ambasciata statunitense e per un anno tennero in ostaggio i 52 statunitensi che costituivano lo staff diplomatico, minacciando di ucciderli se gli Stati Uniti non avessero consegnato lo scià. A fronte di questa crisi degli ostaggi, Carter e il Congresso degli Stati Uniti si rifiutarono di cedere per rispetto al diritto di asilo che gli era stato concesso per motivi umanitari (lo scià era malato terminale di cancro e voleva farsi curare a New York). Dopo oltre un anno sotto sequestro (nel frattempo alcuni ostaggi erano già stati liberati), gli statunitensi furono rilasciati poche ore prima dell'insediamento di Ronald Reagan a presidente degli Stati Uniti, avvenuto il 20 gennaio 1981, come sgarbo verso Carter, ma lo scià non vide la fine della crisi.
L'esilio, dopo aver portato Reza Pahlavi a soggiornare in diversi Paesi nel giro di pochi mesi, terminò in Egitto, l'unico che si dichiarò disposto a ospitarlo. Lo scià si rifugiò infatti presso Sādāt, che lo accolse nonostante il fatto che la sua permanenza negli Stati Uniti fosse stata utilizzata come pretesto per assaltare l'ambasciata statunitense di Teheran. Mohammad Reza Pahlavi non sopravvisse molto alla sua deposizione: morì infatti l'anno dopo, nel luglio del 1980, per complicazioni di una macroglobulinemia di Waldenström, un tipo di tumore affine al linfoma non Hodgkin, di cui soffriva da anni. Benché di fede sciita, venne sepolto al Cairo, nella moschea sunnita di al-Rifāʿī.

## Famiglia
Mohammad Reza Pahlavi si sposò tre volte. Le sue mogli furono:
- la regina consorte Fawzia d'Egitto (5 novembre 1921 - 2 luglio 2013), figlia di Fu'ad I d'Egitto e sorella di Fārūq I d'Egitto, sposata il 15 marzo 1939. Divorziarono dieci anni dopo ed ebbero un'unica figlia:
  - la principessa Shahnaz Pahlavi (27 ottobre 1940).
- la regina consorte Soraya Esfandiary Bakhtiari (22 giugno 1932 - 25 ottobre 2001), figlia di un importante membro della tribù dei Bakhtiyari (Farsan), sposata in seconde nozze il 12 febbraio 1951, la quale non riuscì a dargli un erede al trono; per questo motivo la coppia si separò. Per effetto della legge salica, lo scià dovette ripudiare Soraya, della quale era ancora innamorato.[6]
- l'imperatrice consorte Farah Diba (14 ottobre 1938), figlia di un capitano dell'esercito imperiale, sposata dallo scià Reza il 21 dicembre 1959, che gli dette due figli e due figlie:
  - il principe ereditario Reza Pahlavi (31 ottobre 1960), per i monarchici iraniani il principe ereditario e pretendente al trono dell'Iran;
  - la principessa Farahnaz Pahlavi (12 marzo 1963);
  - il principe Ali-Reza Pahlavi (28 aprile 1966 - 4 gennaio 2011);
  - la principessa Leila Pahlavi (27 marzo 1970 - 10 giugno 2001).

### Mogli e figli di Reza Pahlavi

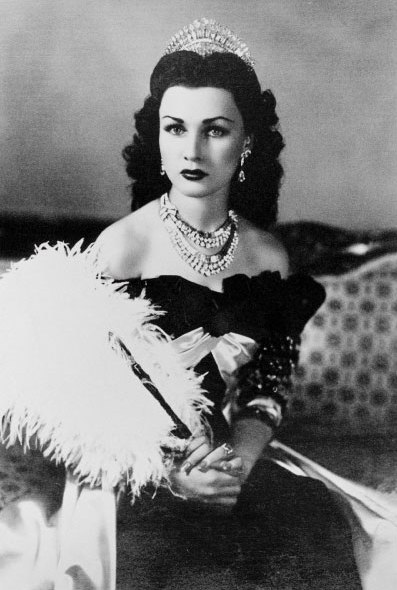
La prima moglie, Fawzia d'Egitto
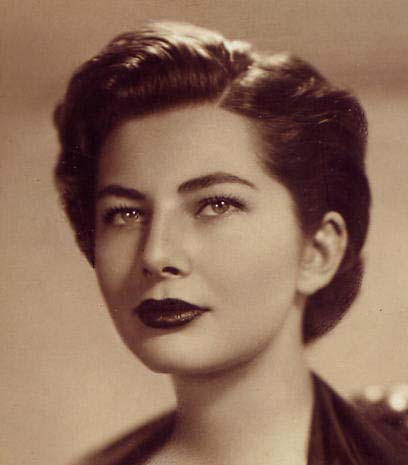
La seconda moglie, Soraya Esfandiary Bakhtiari
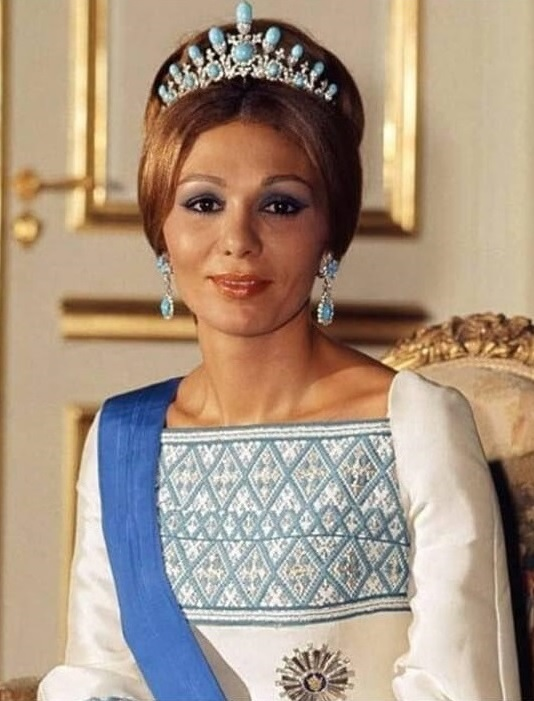
La terza e ultima moglie, Farah Diba
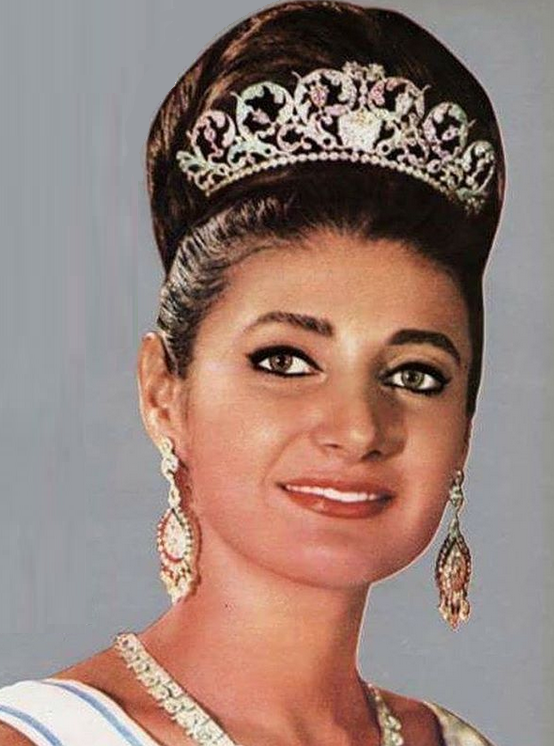
La figlia primogenita, Shahnaz Pahlavi
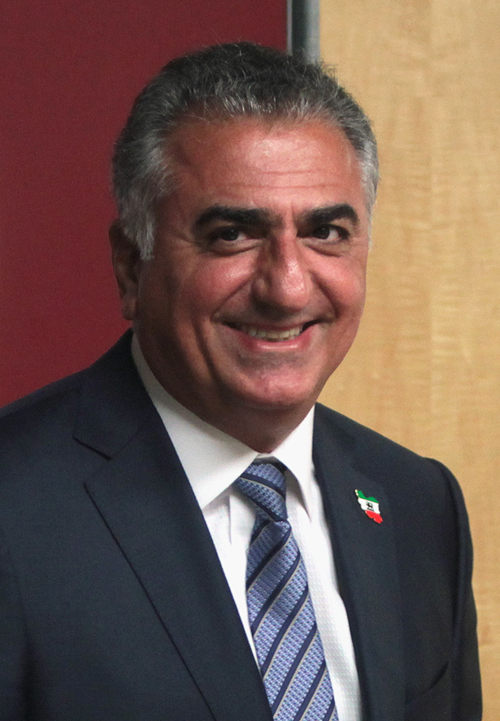
Il figlio secondogenito, principe ereditario Reza Pahlavi (anni 2000)
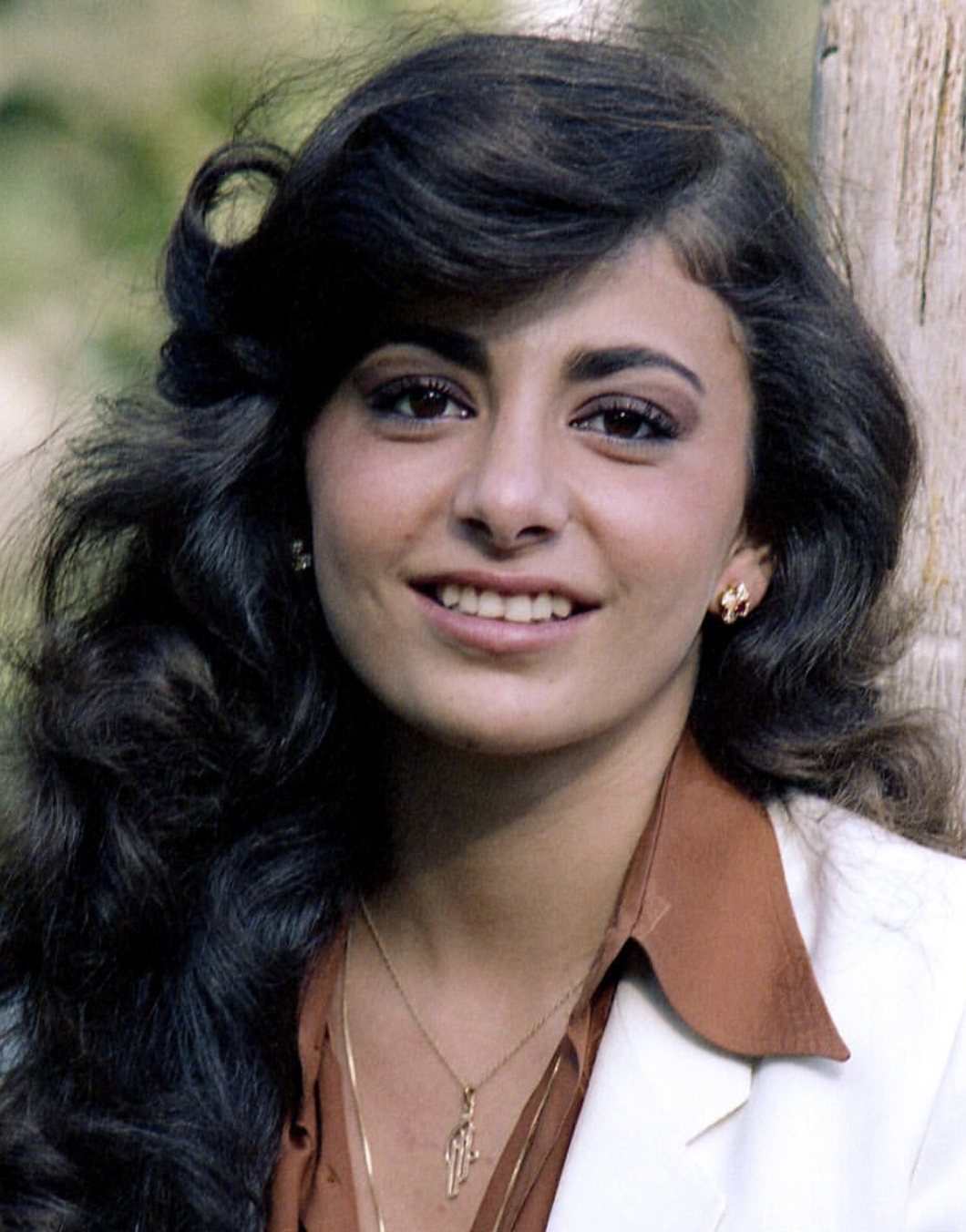
La figlia terzogenita, Farahnaz Pahlavi
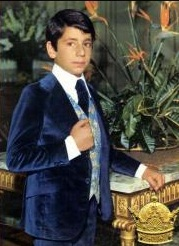
Il figlio quartogenito Ali-Reza Pahlavi
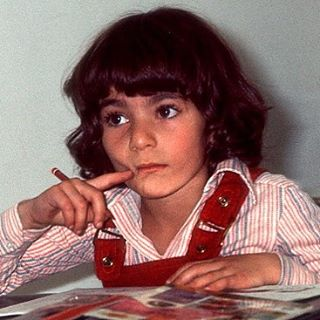
La figlia quintogenita, Leila Pahlavi